# 瑞正寺 (葛飾区)
瑞正寺（ずいしょうじ）は、東京都葛飾区にある浄土宗の寺院。

## 歴史
1538年（天文7年）、念蓮社正誉本瑞によって開山された。1572年（元亀3年）に西念寺の末寺となった。
1980年（昭和55年）、東京都港区三田4-4-17にあった「貞林寺」を合併した。合併したのは両寺の住職を兼務していたことによる。両寺の長い歴史を尊重すべく、両寺の旧名を組み合わせた「雲晴山荘厳院貞林院瑞正寺」とした。合併前は「荘厳山功徳院瑞正寺」であった。

## 貞林寺
貞林寺（ていりんじ）は、東京都港区にあった浄土宗の寺院。正式名称は「雲晴山魚籃院貞林寺」であった。
1611年（慶長16年）、定蓮社信誉によって開山された。元々は江戸八丁堀（現・東京都中央区八丁堀）に位置していたが、1635年（寛永12年）三田南寺町に移転した。1980年（昭和55年）に、住職を兼務していた瑞正寺と合併した。

## 交通アクセス
- 金町駅より徒歩23分（経路案内）。

## 関連文献
- 「下小合村 瑞正寺」『新編武蔵風土記稿』 巻ノ26葛飾郡ノ7、内務省地理局、1884年6月。NDLJP:763979/36。